# إدوارد الكبير
إدوارد الكبير (حوالي 874-877 -17 يوليو 924) هو ثاني ملك أنجلو ساكسوني اللقب الذي انشاه والده منذ 899 حتى وفاته، كان بلاطه في ونشستر، والده هو ألفريد العظيم، وخلفه أبنائه أثيلستان الذي يعتبر أول ملوك إنجلترا وإدموند الكبير وإيدريد وأيضا بالإضافة إلى الفورد.